# Steven Sotloff
Steven Joel Sotloff (* 11. Mai 1983 in Miami, Florida; † August oder September 2014) war ein US-amerikanisch-israelischer Journalist, der, wie kurz zuvor sein Kollege James Foley, von Terroristen der Organisation Islamischer Staat ermordet wurde.

## Leben
Sotloff wuchs in Florida auf. Während seiner schulischen Ausbildung besuchte er eine Highschool in Meriden im Bundesstaat New Hampshire. Dort entwickelte er Interesse am Schreiben und arbeitete für die Schulzeitung. Von 2002 bis 2004 studierte er an der University of Central Florida und graduierte dort zum Journalisten. Danach arbeitete er als freier Journalist unter anderem für das Time Magazin, den britischen Christian Science Monitor und die Zeitschrift Foreign Policy. Sotloff berichtete aus Ägypten, Bahrain, Libyen, der Türkei sowie zuletzt aus Syrien. Dort wurde er offenbar am 4. August 2013 in der Nähe von Aleppo entführt.

## Tod
Am 19. August 2014 war Steven Sotloff in einem bei YouTube veröffentlichten Video zu sehen, in dem die Enthauptung James Foleys durch einen vermummten Terroristen der Organisation Islamischer Staat gezeigt und anschließend mit der „Hinrichtung“ Sotloffs gedroht wurde. Ein Video, das Sotloffs Enthauptung durch Jihadi John zeigte, erschien am 2. September 2014. Die US-amerikanische Regierung bestätigte dessen Echtheit. Im selben Video war auch zu sehen, wie die Terroristen mit der Ermordung des von ihnen entführten Briten David Cawthorne Haines drohten. Wie zuvor bei Foley zweifelten britische Forensiker die Echtheit des Videos an. Auch Forensiker des US-amerikanischen National Center for Media Forensics in Denver waren der Auffassung, die nur im Ansatz gezeigten Tötungen von Foley und Sotloff seien nicht authentisch, wohl aber die Bilder der enthaupteten Leichen.

## Nachwirkungen
Der US-amerikanische Präsident Barack Obama kündigte nach Sotloffs Ermordung an, die USA werde sich von der „fürchterlichen Gewalttat“ nicht einschüchtern lassen und der Gerechtigkeit Genüge tun. Die US-Regierung musste jedoch auch einräumen, dass ein militärischer Befreiungsversuch von Sotloff, Foley und anderen Geiseln wie Peter Kassig, Kayla Mueller und John Cantlie im vorherigen Juli gescheitert war.